# 非人哉
《非人哉》是一部在新浪微博、有妖气、网易漫画（停更）、哔哩哔哩漫画上连载的四格多格漫画，由漫画家一汪空气绘制，原名《神么鬼》。本作从2015年8月21日开始在官方微博连载，并于2016年4月1日上架有妖气，漫画讲述了一群传说中的神仙妖怪在帝都生活打拼。后改编为动画剧集，官方微博于2018年3月16日公布了动画音乐视频，由洛天依献唱主题曲。动画于2018年3月29日在腾讯视频独播。2019年2月7日开始在Bilibili播出。2023年7月5日起在日本东京电视台播出。

## 漫画
- 九月：女主角，种族为北极狐精。一只修炼了两百年的九尾狐，居住于帝都，努力适应了解现代社会，目前在大肚弥勒所开的公司上班。黄二徒弟。拥有化形能力，生活中以兽耳娘的形态存在。资深御宅族，喜歡犬夜叉。是妲己的亲戚。中学时喜欢过哮天，但單身200年，而且纯属凭「本事」单身。嗅觉灵敏，可以识别神怪的真身，但有時會跑偏，例如把孫悟空認錯成尾巴的石頭。1808年11月30日出生。

- 敖烈：西海龙王三太子，大家都称呼他为烈烈，当年曾驮唐僧西天取经，与九月是高中同学兼同事，曾以为九月是男的。眼睛隨光變化。日常以龙首人身的形态存在，至今没出现过人头形态，偶尔会怀念马匹形态四蹄飞奔的感觉，亦可化形为马食用青草。喉咙深处连接着大海，拥有喷水喷火和喷海鲜的能力。龙宫大学研究生毕业，标准的高智商低情商，恋爱能力尤其差。师兄控，爱收集大师兄孙悟空周边。

- 哪吒：托塔李天王李靖之子，跟父亲关系很不好。莲藕制作的身体，因此可以随时制作藕汤，遇水会头生莲花。绰号“藕霸”（韩语“哥哥”的中文谐音），经常用“藕丝泥霸”（谐音“我是你爸”）的名字在网上做主播。因莲藕化身目前外表处于幼儿阶段，实际年龄大概三千多岁，因父亲要治疗脱发而由观音代为照顾。因为外形太过可爱被误认为女孩子，一气之下剪短了头发。喜欢龙，经常与敖烈在一起。龙类的天敌。擅长使用三昧真火。学习不好，特别是英语很少及格。平时一副扑克脸，说话没有情绪起伏，就连哭泣时也是面无表情。喝咖啡会醉。

- 观音：观音大士，男性，哪吒的代理监护人，拥有外形为咖啡杯的玉净瓶、能用作充电宝的大光相（而且是異次元通道）和高速飞行的莲台宝座。喜欢喝咖啡，家里收养了一群只存在于传说中的物种。对各种马情有独钟，最喜欢把别人变成马。与杨戬互相看不顺眼，经常互掐，但仅限于初中女互扯頭髮的水平。

- 哮天：为二郎神所养，本身是中国细犬，喜欢被人摸头而变化成人形。喜欢小玉，自认为是爱的体现，后被猜以外的人發現是狩猎本能。对主人的占有欲很强，二郎神抚摸别的狗时会吃醋。热爱兜风和散步。九月的高中同学和曾经的暗恋对象。性格蠢萌，有严重的恐高症，但游泳水平很高。

- 小玉：月宫玉兔总管，手下管理着八千多万只玉兔，因为常年与月饼为伍因而十分讨厌月饼，迁居地球，由她手下伯邑考三人组代为管理。喜欢地球胡萝卜。外表可爱温柔但战斗力爆表，特别是看到别人吃月饼和兔肉的时候。非常讨厌哮天的自作多情，但似乎从来不缺男朋友。和月宫金蟾是数千年的死敌。

- 精卫：原是炎帝的小女儿，溺于东海以后精魂化为鸟儿，立志填平大海，有填埋的强迫症，见到水就忍不住要用石头填平。外表是少女，实际年龄在五千岁以上。夫君是一只海燕，常年以普通鸟类形态呆在精卫头顶。有很多孩子，因此有很强的母性。

- 刑天：上古战神刑天，被黄帝战败而失去头颅，以乳为目，以脐为口，喜欢腹肌面膜、暖心眼罩（胸罩）、开胸毛衣。渴望有一个头颅。喜歡收集冷兵器。

- 杨戬：玉帝的外甥二郎神，哮天的主人三眼哥。本是战斗力爆表的天庭大将，用第三隻眼看動物。来到人间后却成为二乎乎的东北萌大叔。最爱各类毛茸茸的动物，却容易对动物的毛发过敏，经营一家宠物咖啡店。不喜欢滑溜溜的水生动物。与观音不和，经常互掐。

- 红孩儿：牛魔王和铁扇公主的儿子，观音身边的善财童子。脾气火爆，擅长使用三昧真火。初识哪吒时以为他是可爱的女孩子，发现真相后“因爱生恨”，一直视后者为对手，经常找机会决斗。学习成绩优秀，是龙女和哪吒寫不完作业时的救星。体温比常人高，夏天招蚊子，冬天尤其怕冷。

- 龙女：东海龙王的女儿，被哪吒剥皮抽筋的三太子敖丙的妹妹，敖烈的堂妹。小时候和父亲发生矛盾，离家出走，被红孩儿救下，成为观音身边另一个童子。喉咙和敖烈一样直通大海，晕车时会吐出大量海鲜。红孩儿的同班同学，学习成绩不好，经常和哪吒一起逃避学习。

- 妲己：九月的阿婆，但实际上没有血缘关系。千年九尾狐，数千年来一直以各种美女的形象在人间游历。晚年大彻大悟，不再去讨好人类，隐居在狐狸村，偶尔还是会变成少女去和帅哥约会。只喝80℃的红茶，喝不到就会大发雷霆。十分关心九月的终身大事。

- 年兽：上古神兽，爱吃人，无恶不作，但自从人类学会放鞭炮以后就变弱了很多，只能像流浪猫狗一样艰难求生。因為害怕红色而做出过滤红色的眼镜。现在住在观音家中，但仍然没有放弃征服世界的梦想。每年春节都出来作妖，但都被收拾得很惨。做坏事会让他个头变大，做好事则相反。后来被证实只是最近几百年才出现的小妖，因为民间传说误以为自己是千年神兽。
- 十一月：九月的哥哥，上学时成绩优异，工作后很会挣钱。平时习惯把九条尾巴收起来，耳朵的位置和普通人类一样。为了周游世界而把房子卖掉，但旅游时不幸丢了行李，饿晕在九月家楼下，被迫和妹妹挤在一起住。后来被忍无可忍的九月赶出门去，和哮天一起合租，靠投机取巧打工挣钱。

- 白泽：上古神兽，通万物之情，通晓天下鬼神万物状貌，能让各路妖灵精怪恐惧并现出原型。拥有打破第四面墙的能力，直接和读者（观众）沟通。能解读他人的内心。精通各种兽语。平时靠写书和开网店赚钱，以“黑池”为笔名写了很多书，作品涉猎门类及其广泛。写的剧本（二狗奇谈）被拍成电视剧，在电视上热播。一度无家可归，后来被观音收留。彻头彻尾的御宅族，只要走出家门就会头晕恶心，而且十分不爱做家务，形象亦十分邋遢。上古时代见过黄帝，为黄帝作《白泽精怪图》，但是一直没写完，就连梦里都在被黄帝催更。经常在每集动画片尾开设专栏“白泽来了”，讲述中国神话故事。

- 昴日星君：二十八宿之一，十一月的好朋友，本身是一只大公鸡，变身人类后拥有高大威猛的身材和帅气的脸庞，声音非常难听，大叫可以杀死蟑螂，但是在感冒的时候声音会非常酥软。身上会有家禽的粪便味，虽平日化身人类，但依然保留了禽类的饮食习惯，爱吃虫，以至于找不到女朋友。被白虎當作儲備量。和朱雀不和，经常互掐。
- 孙悟空：偶像级别的大神，斗战胜佛，敖烈的大师兄。一千多年来一直被粉丝们疯狂追捧，所以平时多以英俊少年的形象出现。牛魔王的把兄弟，红孩儿的叔叔兼克星。很害怕观音的紧箍咒。哪吒的好朋友，喝咖啡也会醉。经常和杨戬像小孩子一样斗嘴。身边常带着如意金箍棒和一朵很有个性的筋斗云。因为是石猴，密度比较大，所以很不擅长游泳。而且毛发（头发）是灰色的。
- 白虎：白金色条间，因失恋而住小玉家。想戒猫薄荷。昴日星君上司。（西方七宿）
- 豆豆：獸形被以為是變小了的敖烈。麒麟，長出了彩虹鱗片。

## 动画

### 中国大陆配音员
- 九月：咩咩
- 敖烈：宝木中阳
- 哪吒：山新
- 观音：姜广涛
- 哮天：苏尚卿
- 小玉：C小调
- 精卫：幽舞越山
- 刑天：图特哈蒙
- 杨戬：張杰
- 红孩儿：常蓉珊
- 龙女：叶知秋
- 妲己：四刀辉彰
- 年兽：图特哈蒙
- 十一月：李兰陵
- 白泽/旁白：叮当

### 角色简介
- 九月：女主角，种族为北极狐精。一只修炼了两百年的九尾狐，居住于帝都，努力适应了解现代社会，目前在大肚弥勒所开的公司上班。拥有化形能力，生活中以兽耳娘的形态存在。资深御宅族，是妲己的亲戚。中学时喜欢过哮天，但至今没有男朋友，而且纯属凭本事单身。嗅觉灵敏，可以识别神怪的真身，但经常跑偏。1808年11月30日出生。

- 敖烈：西海龙王三太子，大家都称呼他为烈烈，当年曾驮唐僧西天取经，与九月是高中同学兼同事。日常以龙首人身的形态存在，至今没出现过人头形态，偶尔会怀念马匹形态四蹄飞奔的感觉，亦可化形为马食用青草。喉咙深处连接着大海，拥有喷水喷火和喷海鲜的能力。龙宫大学研究生毕业，标准的高智商低情商，恋爱能力尤其差。师兄控，爱收集大师兄孙悟空周边。

- 哪吒：托塔李天王李靖之子，跟父亲关系很不好。莲藕制作的身体，因此可以随时制作藕汤，遇水会头生莲花。绰号“藕霸”（韩语“哥哥”的中文谐音），经常用“藕丝泥霸”（谐音“我是你爸”）的名字在网上做主播。目前外表处于幼儿阶段，实际年龄大概三千多岁，因父亲要治疗脱发而由观音代为照顾。因为外形太过可爱被误认为女孩子，一气之下剪短了头发。喜欢龙，经常与敖烈在一起。龙类的天敌。擅长使用三昧真火。学习不好，特别是英语很少及格。平时一副扑克脸，说话没有情绪起伏，就连哭泣时也是面无表情。喝咖啡会醉。蓮藕化身法術曾失效，被人補救但只變成人偶。

- 观音：观音大士，男性，哪吒的代理监护人，拥有外形为咖啡杯的玉净瓶、能用作充电宝无限能量的大光相和高速飞行的莲台宝座。喜欢喝咖啡，家里收养了一群只存在于传说中的物种。对各种马情有独钟，最喜欢把别人变成马。与杨戬互相看不顺眼，经常互掐，但仅限于小学生吵架的水平。

- 哮天：为二郎神所养，本身是中国细犬，喜欢被人摸头而变化成人形。喜欢小玉，自认为是爱的体现，后被敖烈戳穿是狩猎本能。对主人的占有欲很强，二郎神抚摸别的动物时会吃醋。热爱兜风和散步。九月的高中同学和曾经的暗恋对象。性格蠢萌，有严重的恐高症，但游泳水平很高。

- 小玉：月宫玉兔总管，手下管理着八千多万只玉兔，因为常年与月饼为伍因而十分讨厌月饼，迁居地球，由她手下伯邑考三人组代为管理。喜欢地球胡萝卜。外表可爱温柔但战斗力爆表，特别是看到别人吃月饼和兔肉的时候。非常讨厌哮天的自作多情，但似乎从来不缺男朋友。和月宫金蟾是数千年的死敌。

- 精卫：原是炎帝的小女儿，溺于东海以后精魂化为鸟儿，立志填平大海，有填埋的强迫症，见到水就忍不住要用石头填平。外表是少女，实际年龄在五千岁以上。夫君是一只海燕，常年以普通鸟类形态呆在精卫头顶。有很多孩子，因此有很强的母性。

- 刑天：上古战神刑天，被黄帝战败而失去头颅，以乳为目，以脐为口，喜欢腹肌面膜、暖心眼罩（胸罩）、开胸毛衣。渴望有一个头颅。

- 杨戬：玉帝的外甥二郎神，哮天的主人三眼哥。本是战斗力爆表的天庭大将，无数少女的偶像男神，来到人间后却成为二乎乎的东北萌大叔。最爱各类毛茸茸的动物（孙悟空除外），却容易对动物的毛发过敏，经营一家宠物咖啡店。不喜欢滑溜溜的水生动物。与观音不和，经常互掐。

- 红孩儿：牛魔王和铁扇公主的儿子，观音身边的善财童子。脾气火爆，擅长使用三昧真火。初识哪吒时以为他是可爱的女孩子，发现真相后“因爱生恨”，一直视后者为对手，经常找机会决斗。学习成绩优秀，是龙女和哪吒寫不完作业时的救星。体温比常人高，夏天招蚊子，冬天尤其怕冷。

- 龙女：东海龙王的女儿，被哪吒剥皮抽筋的三太子敖丙的妹妹，敖烈的堂妹。小时候和父亲发生矛盾，离家出走，被红孩儿救下，成为观音身边另一个童子。喉咙和敖烈一样直通大海，晕车时会吐出大量海鲜。红孩儿的同班同学，学习成绩不好，经常和哪吒一起逃避学习。[5]

- 妲己：九月的阿婆，但实际上没有血缘关系。千年九尾狐，数千年来一直以各种美女的形象在人间游历。晚年大彻大悟，不再去讨好人类，隐居在狐狸村，偶尔还是会变成少女去和帅哥约会。只喝80℃的红茶，喝不到就会大发雷霆。十分关心九月的终身大事，所以以為豆豆是她的兒子。

- 年兽：上古神兽，爱吃人，无恶不作，但自从人类学会放鞭炮以后就变弱了很多，只能像流浪猫狗一样艰难求生。现在住在观音家中，但仍然没有放弃征服世界的梦想。每年春节都出来作妖，但都被收拾得很惨。做坏事会让他个头变大，做好事则相反。后来被证实只是最近几百年才出现的小妖，因为民间传说误以为自己是千年神兽。
- 十一月：九月的哥哥，上学时成绩优异，工作后很会挣钱。平时习惯把九条尾巴收起来，耳朵的位置和普通人类一样。为了周游世界而把房子卖掉，但旅游时不幸丢了行李，饿晕在九月家楼下，被迫和妹妹挤在一起住。后来被忍无可忍的九月赶出门去，和哮天一起合租，靠投机取巧打工挣钱。

- 白泽：上古神兽，通万物之情，通晓天下鬼神万物状貌，能让各路妖灵精怪恐惧并现出原型。拥有打破第四面墙的能力，直接和读者（观众）沟通。能解读他人的内心。精通各种兽语。平时靠写书和开网店赚钱，以“黑池”为笔名写了很多书，作品涉猎门类及其广泛。写的剧本（二狗奇谈）被拍成电视剧，在电视上热播。一度无家可归，后来被观音收留。彻头彻尾的御宅族，只要走出家门就会头晕恶心，而且十分不爱做家务，形象亦十分邋遢。白獸王的母親。上古时代见过黄帝，为黄帝作《白泽精怪图》，但是一直没写完，就连梦里都在被黄帝催更。经常在每集动画片尾开设专栏“白泽来了”，讲述中国神话故事。

- 昴日星君：二十八宿之一，十一月的好朋友，本身是一只大公鸡，变身人类后拥有高大威猛的身材和帅气的脸庞，声音非常难听，大叫可以杀死蟑螂，但是在感冒的时候声音会非常酥软。身上会有家禽的粪便味，虽平日化身人类，但依然保留了禽类的饮食习惯，爱吃虫，以至于找不到女朋友。
- 孙悟空：偶像级别的大神，斗战胜佛，敖烈的大师兄。一千多年来一直被粉丝们疯狂追捧，所以平时多以英俊少年的形象出现。牛魔王的把兄弟，红孩儿的叔叔兼克星。很害怕观音的紧箍咒。哪吒的好朋友，喝咖啡也会醉。经常和杨戬像小孩子一样斗嘴。身边常带着如意金箍棒和一朵很有个性的筋斗云。因为是石猴，密度比较大，所以很不擅长游泳。而且毛发（头发）是灰色的。

## 手游
2024年6月13日，《非人哉》官方手游《非人哉王牌员工》开放预约。9月24日，游戏开启公测。

## 电影
2024年，《非人哉》大电影《非人哉：限时玩家》获得国家电影局备案，讲述误入即将停服的游戏世界的九月与她的神仙伙伴们，冒着全员消失的危险，带领全世界玩家拯救了一对被死亡分开的挚友的故事。

## 评论
《非人哉》作为一部将中国传统神话人物融入现代都市生活的泡面番，在口碑与市场表现上均成绩亮眼。其豆瓣评分高达 9 分，B 站（哔哩哔哩)评分也达到 9.8，全平台播放量超 10 亿。作品以萌系画风、脑洞大开的剧情和密集的笑点收获广泛好评，如九尾狐九月兼具妖性与现代宅女特质，刑天无头等设定衍生出影院戴眼镜、夏日防暑等爆笑情节；故事将《山海经》传说与现代生活结合，如九月代理河神演绎 “金银斧子” 中国版，官方吐槽 “哮天追玉兔是狩猎” 等设计极具巧思。
动画化后，上线 3 集播放量即破 2800 万，日播放量跻身前十，突破条漫转动画的叙事衔接难题，保留原作笔刷画风。出品方分子互动将角色设定为同公司同事，如敖烈家中设巨型浴缸、床为圆形以适配蛇颈，让神话形象更贴近都市生活。其创作灵感源自漫画家 “一汪空气” 对年轻人生活的观察，哪吒水中顶荷花、白龙马见哪吒腿软等反差萌设定，引发观众共鸣。
在商业拓展方面，作品与雀巢、必胜客等品牌合作实现盈利，衍生品开发成绩突出，与泡泡玛特合作的 “发呆哪吒” 盲盒半年销售额破千万，潮玩、毛绒等周边覆盖线下渠道，收入占比达公司营收三分之一；还参与冬奥电影《我们的冬奥》，通过九月与冰墩墩互动展现冰雪运动，解决吉祥物无台词难题，以 “打工狐” 日常引发共鸣。此外，《非人哉》出海后引发日本网友讨论，有粉丝因追番而学中文。

## 奖项
| 年份   | 颁奖典礼               | 奖项             | 结果 | 参考   |
| ------ | ---------------------- | ---------------- | ---- | ------ |
| 2017年 | 第 14 届中国动漫金龙奖 | 最佳剧情漫画银奖 | 获奖 | [ 10 ] |
| 2023年 | 第三届蔡志忠漫画奖     | 最受青少年欢迎奖 | 获奖 | [ 15 ] |